# Auriac-sur-Dropt
Auriac-sur-Dropt település Franciaországban, Lot-et-Garonne megyében. Lakosainak száma 174 fő (2022. január 1.). Auriac-sur-Dropt Duras, Monteton, Pardaillan és Saint-Pierre-sur-Dropt községekkel határos.

## Népesség
A település népességének változása:
| Lakosok száma | 244  | 200  | 183  | 198  | 188  | 182  | 177  | 173  | 173  | 174  |
|               | 1968 | 1982 | 1990 | 2006 | 2013 | 2015 | 2017 | 2019 | 2020 | 2022 |